# Gornji kvark
Gornji kvark ili u kvark je jedan od elementarnih čestica od kojih se sastoji materija. Najlakši je od svih kvarkova. Zajedno sa donjim kvarkom čini neutrone (1 gornji kvark i 2 donja kvarka) te protone (2 gornja kvarka i 1 donji kvark) koji su deo atomskih jezgara. Čini prvu porodicu čestica prema standardnom modelu. Ima naboj od +2/3 e i masu između 2,2+0,5
−0,4 MeV/c2. Kao i svi kvarkovi spada u grupu fermiona sa spinom od 1/2. Na njega deluju sva 4 osnovna međudelovanja: gravitaciono, elektromagnetno, slabo i jako. Antičestica gornjem kvarku je gornji antikvark.
Njegovo postojanje (zajedno sa donjim i čudnim kvarkovima) postulirali su 1964. godine Mari Gel-Man i Džordž Cvejg da bi objasnili klasifikacionu šemu Osmostrukog puta hadrona. Gornji kvark je prvi put uočen u eksperimentima u Stanfordskom linearno akceleratorskom centru 1968. godine.

## Istorija
Na počecima fizike čestica (prva polovina 20. veka), za hadrone poput protona, neutrona i piona se smatralo da su elementarne čestice. Međutim, kako su otkriveni novi hadroni, kolekcija čestica se uvećala sa od nekoliko čestica ranih 1930-ih i 1940-ih do nekoliko desetina tokom 1950-ih. Odnosi između svake od njih bili su nejasni do 1961. godine, kada su Mari Gel-Man i Juval Neman (nezavisno jedan od drugog) predložili šemu klasifikacije hadrona pod nazivom Osmostruki put, ili u tehničkom smislu SU(3) simetrija ukusa.
Ova klasifikaciona šema organizovala je hadrone u izospinske multiplete, mada fizička osnova koja stoji iza toga još uvek nije jasna. Godine 1964. godine, Gel-Man i Džordž Cvejg (nezavisno jedni od drugih) predložili su model kvarka, koji se tada sastojao samo od gornjeg, donjeg i stranog kvarka. Međutim, mada je model kvarka objašnjavao Osmostruki put, direktni dokazi o postojanju kvarkova nisu pronađeni do 1968. godine u Stanfordskom linearnom akceleratorskom centru. Eksperimenti dubokog neelastičnog rasipanja pokazali su da protoni imaju podstrukturu, i da protoni napravljeni od tri temeljnije čestice objašnjavaju podatke (čime potvrđuju model kvarka).
U početku tri tela opisivana kao kvarkovi, već je korišten Ričard Fejnmanov opis partona, ali vremenom je teorija kvarkova postala prihvaćena (pogledajte Novembarsku revoluciju).

## Masa
Uprkos tome što je izuzetno čest, masa gornjeg kvarka nije jasno utvrđena, već se smatra da verovatno leži između 1,8 i 3,0 MeV/c2. Proračuni QCD rešetke daju precizniju vrednost: 2,01±0,14 MeV/c2.
Kada se nađu u mezonima (čestice od jednog kvarka i jedan antikvark) ili barionima (čestice od tri kvarka), ’fektivna masa’ (ili ’odevena’ masa) kvarkova postaje veća zbog energije vezivanja uzrokovane gluonskim poljem između svakog kvarka (videti ekvivalenciju mase i energije). Gola masa kvarkova je toliko mala da se ne može direktno izračunati, jer se moraju uzeti u obzir relativistički efekti.

## Literatura
- A. Ali, G. Kramer; Kramer (2011). „JETS and QCD: A historical review of the discovery of the quark and gluon jets and its impact on QCD”. European Physical Journal H. 36 (2): 245. Bibcode:2011EPJH...36..245A. arXiv:1012.2288 . doi:10.1140/epjh/e2011-10047-1.
- R. Nave. „Quarks”. HyperPhysics. Georgia State University, Department of Physics and Astronomy. Приступљено 29. 06. 2008.
- Amsler, C.;  . (Particle Data Group) (2008). „Review of Particle Physics” (PDF). Physics Letters B. 667 (1): 1. Bibcode:2008PhLB..667....1A. doi:10.1016/j.physletb.2008.07.018.
- Anicin, I. V. (2005). „The Neutrino: Its Past, Present and Future”. arXiv:physics/0503172 .
- Fukuda, Y.;  . (1998). „Evidence for Oscillation of Atmospheric Neutrinos”. Physical Review Letters. 81 (8): 1562—1567. Bibcode:1998PhRvL..81.1562F. arXiv:hep-ex/9807003 . doi:10.1103/PhysRevLett.81.1562.
- Kodama, K.;  . (2001). „Observation of tau neutrino interactions”. Physics Letters B. 504 (3): 218—224. Bibcode:2001PhLB..504..218D. arXiv:hep-ex/0012035 . doi:10.1016/S0370-2693(01)00307-0.
- B. R. Martin; G. Shaw (1992). „Chapter 2: Leptons, quarks and hadrons”. Particle Physics. John Wiley & Sons. стр. 23—47. ISBN 978-0-471-92358-9.
- Neddermeyer, S. H.; Anderson, C. D. (1937). „Note on the Nature of Cosmic-Ray Particles” (PDF). Physical Review. 51 (10): 884—886. Bibcode:1937PhRv...51..884N. doi:10.1103/PhysRev.51.884.
- Perl, M. L.;  . (1975). „Evidence for Anomalous Lepton Production in e+–e− Annihilation”. Physical Review Letters. 35 (22): 1489—1492. Bibcode:1975PhRvL..35.1489P. doi:10.1103/PhysRevLett.35.1489.
- Peskin, M. E.; Schroeder, D. V. (1995). Introduction to Quantum Field Theory. Westview Press. ISBN 978-0-201-50397-5.
- Riesselmann, K. (2007). „Logbook: Neutrino Invention”. Symmetry Magazine. 4 (2). Архивирано из оригинала 2009-05-31. г.
- Rosenfeld, L. (1948). Nuclear Forces. Interscience Publishers. стр. xvii.
- Shankar, R. (1994). „Chapter 2: Rotational Invariance and  Angular Momentum”. Principles of Quantum Mechanics (2nd изд.). Springer. стр. 305–352. ISBN 978-0-306-44790-7.
- Weinberg, S. (2003). The Discovery of Subatomic Particles. Cambridge University Press. ISBN 978-0-521-82351-7.
- Wilson, R. (1997). Astronomy Through the Ages: The Story of the Human Attempt to Understand the Universe. CRC Press. стр. 138. ISBN 978-0-7484-0748-4.
- B.A. Schumm (2004). Deep Down Things: The Breathtaking Beauty of Particle Physics. Johns Hopkins University Press. ISBN 978-0-8018-7971-5.
- „The Standard Model of Particle Physics Interactive Graphic”.
- I. Aitchison; A. Hey (2003). Gauge Theories in Particle Physics: A Practical Introduction. Institute of Physics. ISBN 978-0-585-44550-2.
- W. Greiner; B. Müller (2000). Gauge Theory of Weak Interactions. Springer. ISBN 978-3-540-67672-0.
- G.D. Coughlan; J.E. Dodd; B.M. Gripaios (2006). The Ideas of Particle Physics: An Introduction for Scientists. Cambridge University Press.
- D.J. Griffiths (1987). Introduction to Elementary Particles. John Wiley & Sons. ISBN 978-0-471-60386-3.
- G.L. Kane (1987). Modern Elementary Particle Physics. Perseus Books. ISBN 978-0-201-11749-3.
- T.P. Cheng; L.F. Li (2006). Gauge theory of elementary particle physics. Oxford University Press. ISBN 978-0-19-851961-4. Highlights the gauge theory aspects of the Standard Model.
- J.F. Donoghue; E. Golowich; B.R. Holstein (1994). Dynamics of the Standard Model. Cambridge University Press. ISBN 978-0-521-47652-2. Highlights dynamical and phenomenological aspects of the Standard Model.
- L. O'Raifeartaigh (1988). Group structure of gauge theories. Cambridge University Press. ISBN 978-0-521-34785-3.
- Nagashima, Yorikiyo (2013). Elementary Particle Physics: Foundations of the Standard Model, Volume 2. Wiley. ISBN 978-3-527-64890-0. 920 pages.
- Schwartz, Matthew D. (2014). Quantum Field Theory and the Standard Model. Cambridge University. ISBN 978-1-107-03473-0. 952 pages.
- Langacker, Paul (2009). The Standard Model and Beyond. CRC Press. ISBN 978-1-4200-7907-4.  670 pages.  Highlights group-theoretical aspects of the Standard Model.
- E.S. Abers; B.W. Lee (1973). „Gauge theories”. Physics Reports. 9 (1): 1—141. Bibcode:1973PhR.....9....1A. doi:10.1016/0370-1573(73)90027-6.
- M. Baak;  . (2012). „The Electroweak Fit of the Standard Model after the Discovery of a New Boson at the LHC”. The European Physical Journal C. 72 (11): 2205. Bibcode:2012EPJC...72.2205B. S2CID 15052448. arXiv:1209.2716 . doi:10.1140/epjc/s10052-012-2205-9.
- Y. Hayato;  . (1999). „Search for Proton Decay through p → νK+ in a Large Water Cherenkov Detector”. Physical Review Letters. 83 (8): 1529—1533. Bibcode:1999PhRvL..83.1529H. S2CID 118326409. arXiv:hep-ex/9904020 . doi:10.1103/PhysRevLett.83.1529.
- S.F. Novaes (2000). „Standard Model: An Introduction”. arXiv:hep-ph/0001283 .
- D.P. Roy (1999). „Basic Constituents of Matter and their Interactions – A Progress Report”. arXiv:hep-ph/9912523 .
- F. Wilczek (2004). „The Universe Is A Strange Place”. Nuclear Physics B: Proceedings Supplements. 134: 3. Bibcode:2004NuPhS.134....3W. S2CID 28234516. arXiv:astro-ph/0401347 . doi:10.1016/j.nuclphysbps.2004.08.001.
- Georgi, Howard (1999), Lie algebras in particle physics, Perseus Books Group, ISBN 978-0-7382-0233-4.
- Christman, J. Richard (2001), „Colour and Charm” (PDF), www.physnet.org, Project PHYSNET, document MISN-0-283.
- Hawking, Stephen (1998), A Brief History of Time, Bantam Dell Publishing Group, ISBN 978-0-553-10953-5.
- Close, Frank (2007), The New Cosmic Onion, Taylor & Francis, ISBN 978-1-58488-798-0.
- Wu, T.-Y.; Pauchy Hwang, W.-Y. (1991). Relativistic quantum mechanics and quantum fields. World Scientific. стр. 321. ISBN 978-981-02-0608-6.
- Muta, T. (2009). Foundations of Quantum Chromodynamics: An introduction to perturbative methods in gauge theories. Lecture Notes in Physics. 78 (3rd изд.). World Scientific. ISBN 978-981-279-353-9.
- Smilga, A. (2001). Lectures on quantum chromodynamics. World Scientific. ISBN 978-981-02-4331-9.
- Pauli, Wolfgang (1941). „Relativistic Field Theories of Elementary Particles”. Rev. Mod. Phys. 13: 203—32. Bibcode:1941RvMP...13..203P. doi:10.1103/revmodphys.13.203.
- Yang C. N., Mills R. L. (1954). „Conservation of Isotopic Spin and Isotopic Gauge Invariance”. Phys. Rev. 96: 191—195. Bibcode:1954PhRv...96..191Y. doi:10.1103/PhysRev.96.191 .
- Donaldson, Simon K. (1983). „Self-dual connections and the topology of smooth 4-manifolds”. Bull. Amer. Math. Soc. 8 (1): 81—83. MR 0682827. doi:10.1090/S0273-0979-1983-15090-5 .
- Pickering, A. (1984). Constructing Quarks. University of Chicago Press. ISBN 0-226-66799-5.